# Igor Savić
Igor Savić (* 8. Oktober 2000 in Mostar) ist ein bosnischer Fußballspieler.

## Karriere

### Verein
Savić begann seine Karriere beim HŠK Zrinjski Mostar. Im Februar 2019 stand er erstmals im Profikader. Im April 2019 gab er dann sein Debüt für die Profis in der Premijer Liga. Bis zum Ende der Saison 2018/19 kam er zu zwei Einsätzen im Oberhaus. Zur Saison 2019/20 wurde er an den Zweitligisten NK GOŠK Gabela. Für Gabela kam er bis zum COVID-bedingten Saisonabbruch zu 15 Einsätzen in der Prva Liga FBiH. Zur Saison 2020/21 wurde der Mittelfeldspieler von Gabela fest verpflichtet. In jener Spielzeit kam er zu 27 Zweitligaeinsätzen.
Zur Saison 2021/22 kehrte er nach Mostar zurück. Mit Zrinjski wurde er in der Saison 2021/22 wurde er 2022 Meister, er verpasste in der Meistersaison lediglich ein Spiel gesperrt. Nach weiteren vier Einsätzen zu Beginn der Saison 2022/23 wechselte der Mittelfeldspieler im September 2022 nach Russland zu Torpedo Moskau. Für Torpedo kam er bis zum Ende der Saison zu 15 Einsätzen in der Premjer-Liga, aus der er mit dem Team aber abstieg.
Zur Saison 2023/24 wechselte er anschließend nach Belgien zum Zweitligisten SV Zulte Waregem.

### Nationalmannschaft
Savić spielte zwischen 2016 und 2022 23 Mal für bosnische Jugendnationalauswahlen. Im Dezember 2021 gab er in einem Testspiel gegen die USA sein Debüt im A-Nationalteam.